# Oyem
Oyem è il capoluogo della provincia di Woleu-Ntem, nel Gabon settentrionale, situata lungo il corso del fiume Ntem.

## Geografia fisica
La città sorge su di un altopiano ad un'altezza di circa 900 metri sul livello del mare; essa è il punto di riferimento per quanto riguarda l'amministrazione e i trasporti nell'area agricola che la circonda. Oyem si trova a 411 chilometri di distanza dalla capitale dello stato, Libreville.

## Storia
Il nome della città deriva da quello di un grosso albero che cresce nelle sue vicinanze. Negli anni novanta del XX secolo alcune funzionarie dei Peace Corps statunitensi vennero violentate ed uccise in Gabon, facendo nascere polemiche sulla sicurezza della loro ubicazione.
Nel marzo del 2004 in città si ebbero casi di cani infettati dal virus della rabbia; essi contagiarono 5 abitanti, dei quali 3 perirono. Si arrivò al punto da dover costringere l'amministrazione cittadina ad abbattere 50 animali randagi. Nell'ottobre dello stesso anno, Oyem subì interruzioni sulla rete di distribuzione dell'acqua e dell'energia elettrica; a dicembre invece si diffuse una rara variante della febbre tifoide, estesa a tutto il Gabon settentrionale.

## Economia
Le principali colture agricole di Oyem sono il cacao ed il caffè, trasportate ai porti camerunensi di Kribi e Douala per poter essere esportate. Altri importanti prodotti sono il caucciù e le patate.

## Società

### Evoluzione demografica
| Anno | Abitanti |
| ---- | -------- |
| 1993 | 22 404   |
| 2008 | 38 079   |